# 最高人民法院环境资源审判庭
最高人民法院环境资源审判庭，位于北京市东城区东交民巷27号，是中华人民共和国最高人民法院内设机构。

## 沿革
2013年6月，最高人民法院、最高人民检察院共同出台《关于办理环境污染刑事案件适用法律若干问题的解释》，并向社会公布了一批典型案件。自2007年11月20日贵州省清镇市人民法院成立中华人民共和国第一家生态保护法庭后，截至2013年7月已有16个省（自治区、直辖市）设立了134个环境保护法庭、合议庭或巡回法庭。2014年4月24日，第十二届全国人民代表大会常务委员会修订通过了《中华人民共和国环境保护法》。
2014年“全国两会”期间，梁明远等12名代表联名提交《关于“建立和完善环境司法制度，进一步保障生态文明建设”的建议》，提出设置专门环境法庭，推进环境司法专门化的制度建设。4个月后，最高人民法院对此份编号为6526号的建议作出答复：“经中央批准，我院环境资源审判庭已于7月份正式成立。”。
2014年6月中旬，最高人民法院环境资源审判庭内部挂牌成立。2014年6月27日，第十二届全国人民代表大会常务委员会第九次会议通过最高人民法院的任免决定，任命了最高人民法院环境资源审判庭庭长、副庭长。2014年7月3日，最高人民法院召开全面加强环境资源审判工作新闻发布会，通报最高人民法院环境资源审判庭成立的情况，宣布最高人民法院环境资源审判庭正式成立。
2015年1月6日，最高人民法院发布《最高人民法院关于审理环境民事公益诉讼案件适用法律若干问题的解释》。
2014年7月，《最高人民法院关于全面加强环境资源审判工作为推进生态文明建设提供有力司法保障的意见》发布，要求各级人民法院探索建立和行政区划适当分离的环境资源案件管辖制度，并要求根据“确有需要、因地制宜、分步推进”的原则，建立环境资源专门审判机构。截至2014年12月29日，全国共有20个省（自治区、直辖市）人民法院设立了371个环境资源审判庭、合议庭、巡回法庭。除最高人民法院环境资源审判庭外，基层人民法院设立的环境资源审判机构共291个，占总数的78%，中级人民法院有62个，占总数的17%，高级人民法院有17个，占总数的5%。2016年4月，最高人民法院决定把以环境保护主管部门作为被告的第二审、申请再审的行政案件及其业务监督指导工作，调整由最高人民法院环境资源审判庭负责，自此开始实行审理环境资源案件民事、行政“二合一”模式。2016年6月，《最高人民法院关于充分发挥审判职能作用为推进生态文明建设与绿色发展提供司法服务和保障的意见》发布。

## 职能
2014年7月3日，最高人民法院召开全面加强环境资源审判工作新闻发布会，公布最高人民法院环境资源审判庭的主要职责是：
1. 审判第一、二审涉及大气、水、土壤等自然环境污染侵权纠纷民事案件，涉及地质矿产资源保护、开发有关权属争议纠纷民事案件，涉及森林、草原、内河、湖泊、滩涂、湿地等自然资源环境保护、开发、利用等环境资源民事纠纷案件；
2. 对不服下级人民法院生效裁判的涉及环境资源民事案件进行审查，依法提审或裁定指令下级法院再审；
3. 对下级人民法院环境资源民事案件审判工作进行指导；
4. 研究起草有关司法解释等[4]。

目前环境资源审判庭“主要负责最高人民法院审理的第一、二审涉及环境资源纠纷案件；审判不服下级人民法院生效裁判的环境资源审判监督案件。”

## 历任庭长、副庭长
| 庭长 1. 郑学林（2014年6月27日—2018年4月27日） 2. 王旭光（2018年12月29日—2021年1月22日） 3. 刘竹梅（2021年2月28日—） | 副庭长 - 林文学（2014年6月27日—2016年2月26日） - 杨永清（2014年6月27日—2015年2月27日） - 王旭光（2014年6月27日—2016年12月25日） - 魏文超（2016年2月26日—2021年6月10日） - 李明义（2021年8月20日—） |